# Luís Trigacheiro
Luís Fernando Coelho Trigacheiro (Beja, 9 de maio de 1999) é um cantor português.

## Biografia e carreira
Luís Trigacheiro nasceu em Beja, no dia 9 de maio de 1999.
Começou desde muito novo a cantar em grupos de Cante alentejano, como Bubedanas. Foi um dos fundadores da banda alentejana Os Vocalistas e, aos 23 anos, venceu o programa da RTP1 - The Voice Portugal, apresentado por Catarina Furtado, em 2021.
Nasceu e cresceu na cidade de Beja, no Baixo Alentejo e, nesta cidade continuou o seu percurso pessoal e académico, ingressando na licenciatura de Agronomia, no Instituto Politécnico de Beja.
Entre as suas referências musicais estão António Zambujo, Rui Veloso, Caetano Veloso, Chico Buarque, António Variações, Marisa Liz, Sara Correia ou Marco Rodrigues.
Entrou no The Voice por acaso, após ter sido inscrito por amigos. Nunca imaginou passar das provas cegas, muito menos à final. De imediato começou a trabalhar no seu futuro na música, juntamente com a Universal Music Portugal. A sua prova cega, na qual interpretou As Mondadeiras  ficou para a história do programa, integrando o Top10 das melhores a nível mundial.
Em abril de 2021 é editado seu primeiro single a solo, “Meu Nome É Saudade”, um tema muito bem recebido pelos fãs. Em setembro do mesmo ano chega “Peixe Fora de Água”, uma canção escrita por Joana Espadinha sobre alguém que está à toa por amor. Com o primeiro álbum previsto para maio de 2022, “Fado do Meu Cante”, Luís Trigacheiro avança, em março, aquele que será o terceiro single conhecido do longa-duração, “Quem Me Vê”, um tema da autoria de Tiago Nogueira e Ricardo Lis Almeida, d’Os Quatro e Meia, uma ode aos antepassados, suas heranças, e como estas moldam a identidade.   Em 2024, lançou o álbum "Ela" e, em janeiro de 2025 a música "À Espera do Fim" com Nena.

## Discografia

### Álbuns
- Fado do Meu Cante (2022)
- Ela (2024)[9]

### Singles
- Meu Nome é Saudade (2021)[10]
- Quem me vê (2022)
- Mondadeiras (2022)
- O Meu Alentejo (2022)
- Amanhã É Melhor (2022)
- Mulher Contigo É Para Casar (2023)
- Era Noite de Lua Cheia (2024)[11]
- À Espera do Fim (2025)[12]